# Dentigaster walteri
Dentigaster walteri är en stekelart som beskrevs av Herbert Zettel 1990. Dentigaster walteri ingår i släktet Dentigaster och familjen bracksteklar. Inga underarter finns listade i Catalogue of Life.